# Bistum Galle
Das Bistum Galle (lat.: Dioecesis Gallensis) ist eine in Sri Lanka gelegene römisch-katholische Diözese mit Sitz in Galle. Es umfasst die Gebiete der Südprovinz. Bischofskirche ist die St. Mary’s Cathedral in Galle.

## Geschichte
Das Bistum Galle wurde am 25. August 1893 durch Papst Leo XIII. aus Gebietsabtretungen des Erzbistums Colombo errichtet und diesem als Suffraganbistum unterstellt. Am 2. November 1995 gab das Bistum Galle Teile seines Territoriums zur Gründung des mit der Apostolischen Konstitution Ad aptius errichteten Bistums Ratnapura ab.

## Bischöfe von Galle
- Joseph van Reeth SJ, 1895–1923
- Nicola Laudadio SJ, 1934–1964
- Anthony de Saram, 1965–1982

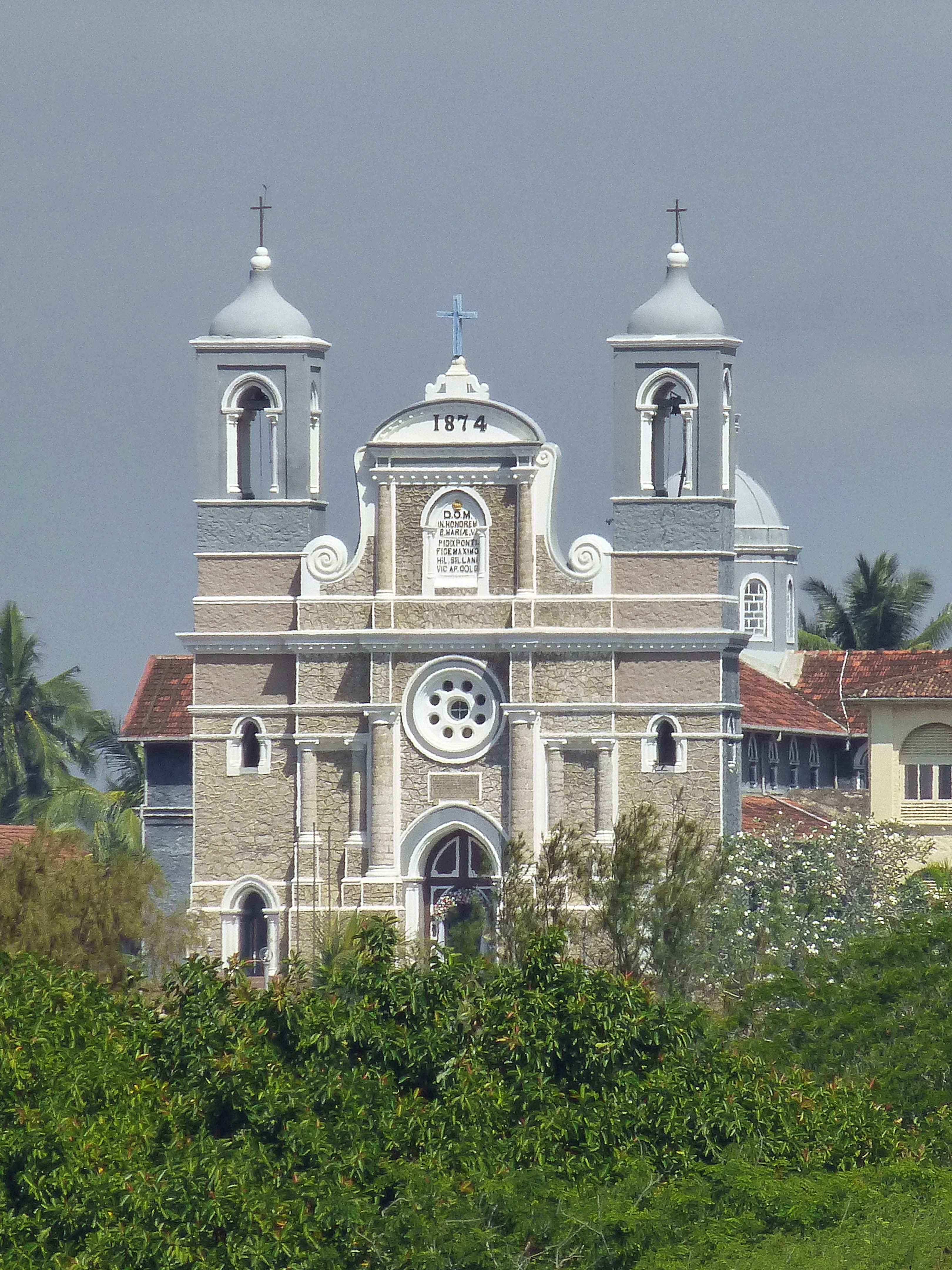
St. Mary’s Cathedral in Galle

- Don Sylvester Wewitavidanelage, 1982–1995
- Elmo Noel Joseph Perera, 1995–2004
- Harold Anthony Perera, 2005–2009, dann Bischof von Kurunegala
- Raymond Wickramasinghe, seit 2011